# San José el Chapapuyil
San José el Chapapuyil är en ort i Mexiko.   Den ligger i kommunen Chilón och delstaten Chiapas, i den sydöstra delen av landet, 800 km öster om huvudstaden Mexico City. San José el Chapapuyil ligger 918 meter över havet och antalet invånare är 266.
Terrängen runt San José el Chapapuyil är huvudsakligen kuperad. San José el Chapapuyil ligger nere i en dal. Runt San José el Chapapuyil är det ganska tätbefolkat, med 54 invånare per kvadratkilometer. Närmaste större samhälle är Yajalón, 11,7 km nordväst om San José el Chapapuyil. I omgivningarna runt San José el Chapapuyil växer i huvudsak städsegrön lövskog.